# Rafael Calvo Serer
Rafael Calvo Serer (ur. 6 października 1916 w Walencji, zmarł 19 kwietnia 1988 w Pampelunie) – hiszpański pisarz, profesor historii i filozofii. Był członkiem Opus Dei aktywnym w polityce za czasów Francisco Franco.

## Życiorys
Otrzymał tytuł doktora w 1940 roku na Uniwersytecie Madryckim.
Jest autorem kilkunastu książek z zakresu politologii. Za książkę „España sin problema” otrzymał w 1949 roku krajową nagrodę literacką.
Działał w opozycji do frankizmu. W listopadzie 1971 opublikował w Le Monde artykuł „Moi aussi, j'accuse”, w którym krytykował Franco. W konsekwencji hiszpański prokurator zażądał dla niego 7 lat więzienia. Calvo Serer pozostał na emigracji we Francji. Wrócił do kraju w 1976.